# 보보경정
《보보경정》(步步惊情)은 2014년 방송되었던 중국의 드라마이다.

## 소개
- 청나라 시대에서 다시 현대로 돌아온 장효의 이야기를 그린 드라마

## 등장 인물
- 우치룽 - 인정 역
- 류스스 - 장효 역
- 류신유 - 마이눠 역
- 쑨이저우 - 캉쓰한 역
- 장경부 (蒋劲夫) - 캉쓰닝 역
- 류쑹런 - 캉전티엔 역
- 예칭 - 멍샤오이 역
- 천시앙 (陈翔) - 황디 역
- 조초륜 (赵楚纶) - 한칭 역
- 엽조신 (叶祖新) - 잭 역
- 차이야퉁 - 모샤오허 역
- 증일가 (曾轶可) - 링당 역
- 무리 (武莉) - 차오미쑤 역
- 하음 (何音) - 자오란 역
- 인주성 (尹铸胜) - 인청귀 역
- 김우 (甘雨) - 장저지앙 역
- 대력 (大力) - 왕티에청 역
- 장상 (张翔) - 쭤예 역
- 등립민 (邓立民) - 리우동하이 역
- 고염 (顾艳) - 멍이난 역